# 草色金足草
草色金足草（学名：Strobilanthes straminea）为爵床科紫云菜属的植物。分布在缅甸以及中国大陆的云南等地，生长于海拔600米的地区，目前尚未由人工引种栽培。